# 王計
王計（1953年—），出生於江蘇鹽城。現任中國東方電氣集團有限公司董事長兼黨書記。
在2004年委任中國東方電氣集團有限公司管理層前，他在1971年委任中國第二重型機械集團公司工作，直至1996年升任首席執行官，2001年委任中国第一重型机械集团公司首席執行官，1970年畢業於二重职工大学。

## 相關連結
- 專訪東方電氣集團董事長王計：能源裝備中國智造 香港文匯報 （页面存档备份，存于）